# HMS Sheffield (D80)
O HMS Sheffield foi um navio militar britânico, tipo Destroyer, da Classe 42, o segundo da Marinha Real a receber o nome da cidade de Sheffield, em Yorkshire. Em sua entrada em operação ocorreu em 16 de fevereiro de 1975. O Sheffield fazia parte da Força Tarefa 317 enviada às Ilhas Malvinas durante a Guerra das Malvinas. Foi atingida por um míssil antinavio Exocet lançado do ar a partir de uma aeronave Super Étendard da Argentina, em 4 de maio de 1982, vindo a naufragar durante o reboque, em 10 de maio do mesmo ano.

## Projeto e construção
O HMS Sheffield foi o primeiro da classe de 16 destróieres de mísseis guiados Type 42, construído pela Vickers Shipbuilding and Engineering, em Barrow-in-Furness, concluído no dia 15 de janeiro de 1970 e lançado ao mar pela Rainha Elizabeth II, em 10 de junho de 1971, sendo comissionado em 16 de fevereiro de 1975.

## Histórico de serviço
Em junho de 1981, participou do Exercício Roebuck, após o qual ela disparou cinco mísseis Sea Dart. Após a participação no Exercício Ocean Safari, partiu em novembro de 1981 para realizar patrulhas no Oceano Índico e no Golfo Pérsico .
Esteve em manutenção em Mombaça, quando o capitão James Salt assumiu o comando, em 26 de janeiro de 1982. Salt (cujo serviço mais recente havia sido em submarinos) e seu segundo em comando (que havia sido um observador de helicópteros anti-submarinos) tinham pouca ou nenhuma experiência relevante em navios de superfície e pouca experiência em defesa aérea.
Em março de 1982, o navio transitou para o norte pelo Canal de Suez, a fim de participar do Exercício Trem da Primavera, que foi realizado no Oceano Atlântico.

### Guerra das Malvinas
Em resposta à invasão argentina das Ilhas Malvinas, em 2 de abril de 1982 o Sheffield se juntou à força-tarefa que estava sendo montada para retomar as ilhas. Munições e suprimentos foram carregados, acessórios armazenados e objetos desnecessários desembarcados. Todos os tapetes foram removidos, exceto aqueles no Deck 1 e acima (que posteriormente pegaram fogo quando ele foi atingido). Para evitar que fosse confundida com o Hércules ou o Santísima Trinidad, dois navios da mesma classe pertencentes à Armada Argentina, uma marca preta vertical foi pintada no funil e na lateral da linha d'água, para ajudar no reconhecimento.
Partindo para o Atlântico Sul em 10 de abril, o Sheffield alcançou a Ilha de Ascensão em 14 de abril, acompanhado por HMS Arrow, HMS Brilliant, HMS Coventry e HMS Glasgow, para mais tarde se juntar a RFA Appleleaf . Eles se juntaram a outras embarcações da Força-Tarefa 317 e iniciaram as operações na Zona de Exclusão Total em torno das Malvinas, em 1 de maio de 1982.
Era política britânica que qualquer navio da Marinha Real que suspeitasse estar sob ataque de mísseis virasse em direção à ameaça, acelerasse a velocidade máxima e lançasse contramedidas para evitar que o navio fosse pego indefeso. A palavra-código utilizada para iniciar este procedimento foi 'freio de mão', que deveria ser transmitido assim que o sinal do radar Super E Agave da aeronave Super Étendard fosse captado. Dentro da força-tarefa, a ameaça do submarino Tipo 209 foi vista como uma prioridade mais alta do que a ameaça do ar. Após o naufrágio do General Belgrano, o Capitão Salt ordenou que o navio mudasse de curso a cada 90 segundos para conter qualquer ameaça potencial de submarino argentino.

#### Ataque argentino

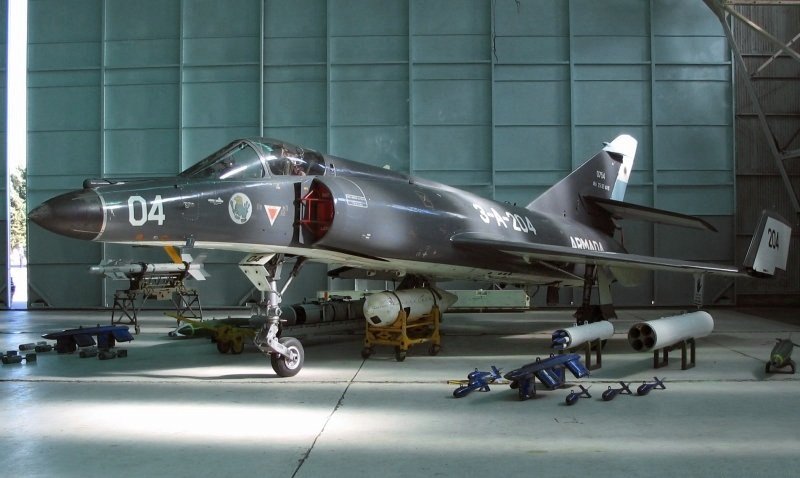
Dassault-Breguet Super Étendard da Armada Argentina

O Sheffield foi detectado pela primeira vez por uma aeronave de patrulha da Aviação Naval Argentina Lockheed SP-2H Neptune (2-P-112), às 07h50 do dia 4 de maio de 1982. O Neptune manteve os navios britânicos sob vigilância, verificação a posição do Sheffield novamente às 8h14 e 8h43. Dois Super Étendards da Marinha Argentina, ambos armados com Exocets AM39, decolaram da base aérea naval de Río Grande às 09h45 e se encontraram com um navio-tanque KC-130H Hercules da Força Aérea Argentina para reabastecer, às 10h. As duas aeronaves eram o 3-A-202, pilotado pelo comandante da missão Augusto Bedacarratz, e o 3-A-203, pilotado pelo Tenente Armando Mayora.
Nas duas semanas que antecederam o ataque, os pilotos argentinos vinham praticando táticas contra seus próprios navios, incluindo destróieres Tipo 42 da mesma classe do Sheffield e, portanto, conheciam o horizonte do radar, distâncias de detecção e tempos de reação do radar do navio, bem como o procedimento ideal para programar o míssil Exocet para um perfil de ataque bem-sucedido.
Às 10h35, o Netuno subiu para 1,170 m (3,840 ft) e detectou um contato grande e dois contatos de tamanho médio. Poucos minutos depois, o Neptune atualizou o Super Étendards com as posições. Voando em altitude muito baixa, por volta das 10h50, os Super Étendards subiram a 160 m (520 ft) para verificar esses contatos, mas não conseguiram localizá-los e voltou para baixa altitude. Mais tarde, eles escalaram novamente e, após alguns segundos de varredura, os alvos apareceram em suas telas de radar.
Ambos os pilotos carregaram as coordenadas em seus sistemas de armas, voltaram ao nível baixo e, após verificações de última hora, cada um lançou um míssil Exocet AM39 às 11h04. O Super Étendards não precisou reabastecer e pousou em Río Grande às 12h04.
Apoiando a missão estavam um Learjet 35 da Força Aérea Argentina, como isca, e dois IAI Daggers, como escoltas do KC-130.
Aproximadamente às 10h de 4 de maio, Sheffield estava em estado e prontidão de segundo grau, mais distante ao Sul dos outros dois destróieres do tipo 42, que eram o HMS Glasgow e HMS Coventry, operando como um piquete antiaéreo avançado a oeste da força-tarefa principal, que ficava a sudeste das Malvinas. O tempo estava bom e o mar calmo, com ondas de 2 metros. HMS Invincible que estava com a força-tarefa principal era responsável pela Coordenação da Guerra Antiaérea (AAWC). O Sheffield havia substituído a nave irmã Coventry, pois esta estava tendo problemas técnicos com seu radar Tipo 965 .
Antes do ataque, os operadores de radar do Sheffield estavam tendo dificuldade em distinguir as aeronaves Mirage e Super Étendard, e o contratorpedeiro pode não ter  tido sucesso na identificação (IFF). Apesar das instruções de inteligência que identificaram um ataque de Exocets por Super Étendards como possível, o Sheffield avaliou a ameaça como superestimada para os dois dias anteriores, e desconsiderou outro como um alarme falso.
Como o Type 965 não conseguiu detectar aeronaves voando baixo, as duas aeronaves inimigas que não foram detectadas voando a 30 m (98 ft), apenas quando estavam a uma distância de 40 nmi (74 km) pelo receptor de alerta de radar . Isso foi então confirmado pelo radar de alerta de aeronaves de longo alcance 965M do Glasgow, quando a aeronave saltou 120 ft (37 m) acima do nível do mar para uma verificação de radar a 45 nmi (83 km). O Glasgow foi imediatamente para as estações de ação e comunicou o cóigo de advertência "Freio de mão" em UHF e HF a todos os navios da força-tarefa. Os contatos de radar também foram vistos pelo Invincible, que direcionou Sea Harriers em patrulha de combate para investigar, mas nada detectaram. O AAWC do Invincible declarou os contatos do radar como falsos e declarou alerta amarelo, em vez de aumentá-lo para vermelho.
Em resposta à advertência, o Glasgow deu uma ordem para a tripulação ficar em alerta com suas armas 4,5 polegadas Sea Dart. As aeronaves foram detectadas no radar avançado, mas não no conjunto de popa. Os sensores do Sheffield foram bloqueados por uma transmissão não autorizada de sistemas de comunicações por satélite do navio (SCOT). Nenhuma informação foi recebida via link de dados do Glasgow. Sete segundos depois, o primeiro míssil Exocet foi disparado, em resposta ao qual Glasgow disparou suas contramedidas. A bordo do Sheffield, só quando a fumaça do míssil foi avistada pelos vigias é que a tripulação percebeu que estava sob ataque. Os oficiais da ponte não chamaram o capitão à ponte, não fizeram chamadas para a central de ações, não tomaram medidas evasivas e não fizeram nenhum esforço para preparar o canhão de 4,5 polegadas, os mísseis Sea Dart ou ordenar contramedidas. O oficial de guerra antiaéreo foi chamado à sala de operações pelo principal oficial de guerra, chegando pouco antes do primeiro míssil atingir o casco.
Dos Exocet lançados, um caiu no mar a 0.5 mi (0.43 nmi) do Sheffield, fora de seu feixe de bombordo. Já o segundo míssil atingiu a embarcação no lado de estibordo,  no nível 2 do convés, destruindo a sala de máquinas, criando um buraco de 1,2 metros no casco. Relatos contemporâneos sugeriram incorretamente que o míssil não explodiu, apesar de desativar os sistemas de distribuição elétrica do navio e romper o duto de água do mar pressurizado. Os danos ao sistema de incêndio prejudicaram gravemente qualquer resposta de combate ao fogo que se seguiu e, eventualmente, condenou o navio a ser consumido pelas chamas.
Na hora do ataque, o capitão estava de folga em sua cabine, depois de ter visitado anteriormente a sala de operações, enquanto o oficial de guerra conversava com ordenanças. O Sheffield e Coventry estavam se comunicando em UHF, quando houve silêncio no rádio até que uma mensagem não identificada declarou que o "Sheffield foi atingido".

#### Resposta
O navio-capitânia HMS Hermes despachou escoltas para investigar, além de um helicóptero. A confusão reinou até que um helicóptero inesperadamente pousou a bordo do Hermes levando o oficial de operações aéreas do Sheffield, confirmando a gravidade da situação.
Com os principais sistemas de combate a incêndio fora de ação devido à perda do cano principal, a tripulação foi forçada a a combater o incêndio usando bombas e baldes portáteis movidos à eletricidade. O controle do combate a incêndios carecia de coesão e não era coordenado, sem coordenação de emergência sendo estabelecido, enquanto os membros da tripulação não tinham certeza de onde o Comando estava localizado. O Arrow e o Yarmouth ajudaram a combater o fogo do lado de fora (com pouco efeito) posicionando-se a bombordo e estibordo, respectivamente.
A tripulação do Sheffield lutou por quase quatro horas para salvar o navio antes que o Capitão Salt tomasse a decisão de abandonar o navio, devido ao risco de incêndios acendendo o carregador Sea Dart, a perda da capacidade de combate do destróier e a posição exposta ao ar ataque de Arrow e Yarmouth. A maioria da tripulação do Sheffield foi transferida para o Arrow, alguns transferido para o Yarmouth, outros foram levados de helicóptero para o Hermes.
Nos seis dias seguintes, a partir de 4 de maio de 1982, enquanto o navio derivava, cinco inspeções foram feitas para ver se valia a pena salvar algum equipamento. Ordens foram emitidas para que o Sheffield fosse rebocado para a Geórgia do Sul. Porém, antes disso o casco já havia sido rebocado pelo Yarmouth . Em alto mar, o navio rebocado sofreu uma inundação lenta pelo buraco feito pelo míssil, causando uma inclinação para estibordo e que fez a embarcação adernar e afundar, na borda da Zona de Exclusão. Foi o primeiro navio britânico afundado em ação depois da Segunda Guerra Mundial .

#### Baixas

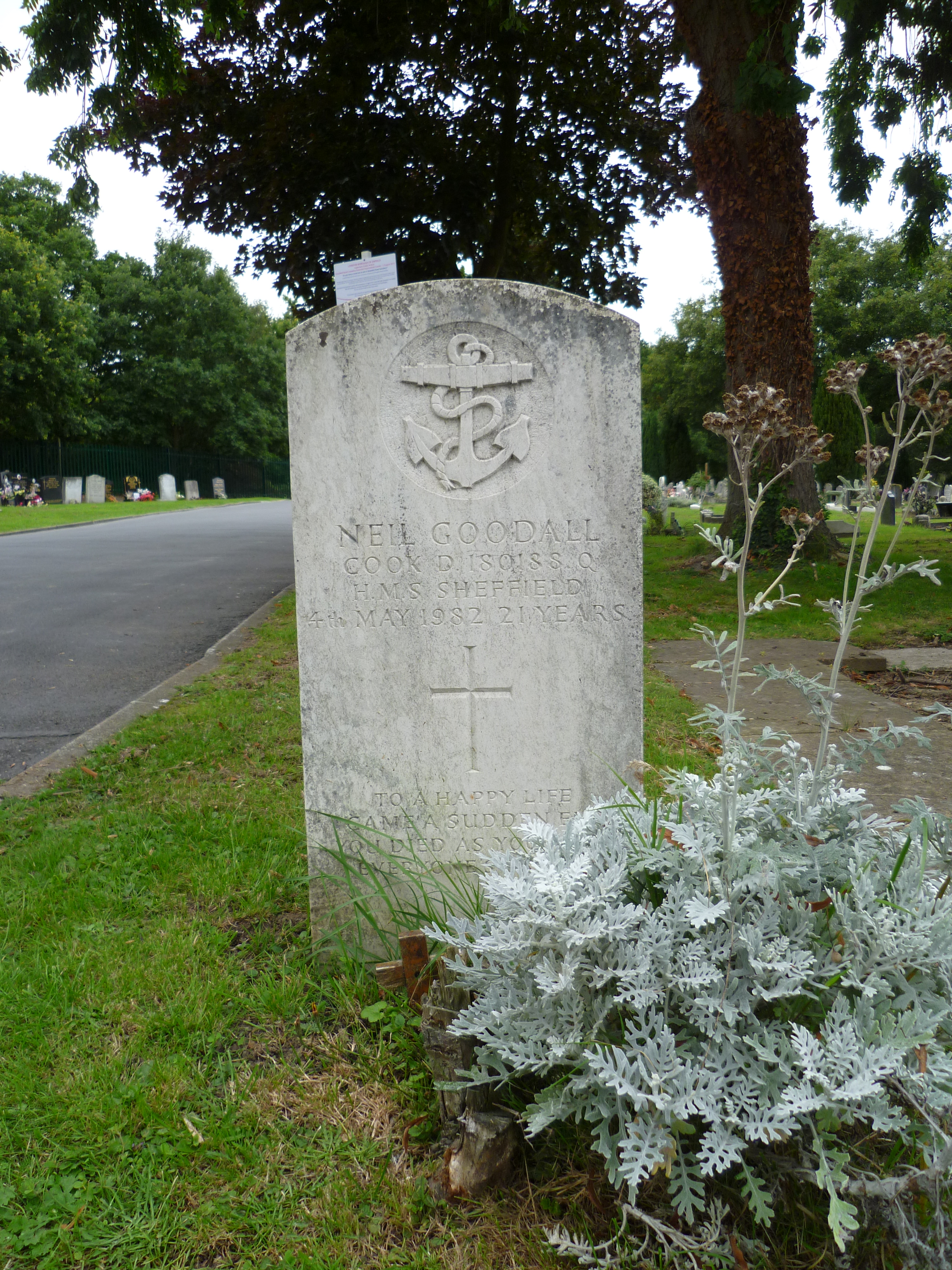
O túmulo de um marinheiro que morreu no ataque argentino ao cemitério Sheffield Lavender Hill, Enfield.

Dos 281 membros da tripulação, 20 (principalmente em serviço na área da cozinha e sala de informática) morreram no ataque e outros 26 ficaram feridos, principalmente por queimaduras, inalação de fumaça ou choque. Apenas um corpo foi recuperado. Os sobreviventes foram levados para a Ilha de Ascensão no navio-tanque British Esk. O naufrágio é atualmente um túmulo de guerra e designado como local protegido  pela Lei de Proteção de Restos Militares, de 1986.

## Quadro de inquérito
Em resposta à perda do navio, um Conselho de Inquérito do Ministério da Defesa (MOD) foi convocado no HMS Nelson, em 7 de junho de 1982. Eles relataram suas descobertas em 28 de junho de 1982. O relatório do conselho criticou severamente o equipamento, o treinamento e os procedimentos de combate a incêndio do navio, identificando que os fatores críticos que levaram à perda de Sheffield foram:
1. A falta de resposta à detecção e comunicação de aproximação de dois Super Étendard;[19]
2. Falta de capacidade de congestionamento de ECM;
3. Falta de um sistema de defesa de pontos ;
4. Treinamento inadequado do operador, em particular aquisição simulada de alvos realistas de baixo nível;
5. A resposta lenta do radar de rastreamento Sea Dart Tipo 909 disponível. Seu operador limitou a resposta possível;
6. A propagação do fogo não foi controlada de forma adequada devido à presença de coberturas de material inflamável, falta de cortinas e vedações adequadas para restringir a fumaça e o fogo. Da mesma forma, houve uma escassez de aparelhos de respiração, enquanto as grelhas de exaustão dianteiras foram consideradas pequenos demais para os homens que usavam aparelhos de respiração.

O manejo do navio pelo Capitão Salt após o impacto do míssil e sua decisão posterior de abandonar o navio não foram considerados procedimentos errados. O conselho, entretanto, concluiu que o principal oficial de guerra e o oficial de guerra antiaérea (AAWO) eram culpados de negligência. O almirante John Fieldhouse, o comandante-chefe da Marinha, decidiu não levá-los à corte marcial, realizar qualquer outra ação disciplinar ou qualquer forma de procedimento administrativo formal.
Foi só em 2006, após uma extensa campanha de ex-marinheiros, que um resumo pesadamente censurado das conclusões do conselho, que ocultava todas as principais conclusões e críticas, incluindo acusações de negligência, foi divulgado pelo Ministério da Defesa, sob a lei de Liberdade de Informações do Reino.
Em 2015, uma reavaliação concluiu que a ogiva Exocet realmente detonou dentro de Sheffield, com os resultados apoiados ferramentas modernas de análise de danos, não disponíveis em 1982.
Em 2017, foi emitida uma cópia completa do relatório, revelando informações que, segundo o Guardian, haviam sido "suprimidas" do resumo das conclusões do conselho no comunicado de 2006. O Guardian explicou a falta de informação das tentativas do governo britânico de vender contratorpedeiros Tipo 42 ao mesmo tempo. No relatório "sem censura", foram identificados vários problemas que deixaram o navio despreparado para o ataque, incluindo conclusões de negligência por dois oficiais que, de acordo com o Guardian "escaparam de cortes marciais e não enfrentaram ação disciplinar, aparentemente para evitar prejudicar a euforia que dominou grande parte do Reino Unido no final da guerra”. Entre outras constatações, o relatório "sem censura" mostrou que o navio não estava suficientemente preparado para repelir um ataque, durante o ataque o oficial da guerra antiaérea não estava na sala de operações, enquanto seu assistente tinha ido ao banheiro. O oficial da guerra antiaérea não esperava que Sheffield estivesse ao alcance do ataque.

### Fogo
O naufrágio de Sheffield às vezes é atribuído a uma superestrutura feita total ou parcialmente de alumínio, cujo ponto de fusão e temperatura de ignição são significativamente mais baixos do que os do aço . No entanto, isso é incorreto, pois a superestrutura do Sheffield era inteiramente feita de aço. A confusão está relacionada ao abandono do alumínio pelas marinhas dos Estados Unidos e da Grã-Bretanha após vários incêndios na década de 1970. envolvendo o USS Belknap e HMS Horizon, outros navios que tinham superestruturas de alumínio. O naufrágio das fragatas Tipo 21 Antelope e Ardent, ambas com superestruturas de alumínio, provavelmente também teve um efeito sobre essa crença, embora esses casos estejam novamente incorretos e a presença de alumínio não tenha nada a ver fazer com sua perda.
Os incêndios no Sheffield e em outros navios danificados pelo fogo causaram uma mudança posterior pela Marinha Real, quanto aos tecidos de náilon e sintéticos usados pelos marinheiros britânicos. Os sintéticos tinham uma tendência de derreter na pele, causando queimaduras mais graves do que se a tripulação estivesse usando roupas não sintéticas. 